# Adi ibn Musafir
Adi ibn Musafir (également connu sous le titre Cheickh Adi) est un cheikh soufi né aux environs de Baalbek en 1073 et mort en 1159 à Lalesh. Il est formé à la théologie sunnite à Bagdad, puis, attiré par le soufisme et le mysticisme, se rend au Kurdistan dans le nord de l'Irak actuel. Retiré dans un ancien monastère chrétien, il y fonde le yézidisme, un syncrétisme basé sur des croyances mystiques persanes et l'introduction d'éléments islamiques.

## Biographie
Adi ibn Musafir est né à Beyt Far (province de Baalbek) en 1073,,.
Parti à Bagdad dans sa jeunesse, il y fréquente les milieux intellectuels et religieux. Il peut ainsi rencontrer plusieurs grands penseurs de l'époque comme Al-Ghazali et son frère cadet Ahmad Ghazali, Abd al Qadir al-Jilani ou Najib Sohrawardi.
Adi ibn Musafir voyage à la Mecque en 1115 pour réaliser le hajj aux côtés de Abd al Qadir al-Jilani.
Après avoir suivi les enseignements du maître bagdadi Hammad al-Dabbas, Adi quitte Bagdad pour le nord de l'Irak. Il poursuit son apprentissage et obtient sa khirqa auprès d'Oqeyl al Manbidji.
Bénéficiant rapidement d'une bonne réputation, Adi est rejoint par quelques disciples.
Désireux de s'isoler pour une retraite mais aussi de porter les enseignements coraniques dans des régions kurdes favorables aux omeyyades, Adi ibn Musafir se retire en ermitage dans un ancien monastère chrétien situé à Lalesh, dans le  djebel Hakkâri.
Durant ces années de retraite à Lalesh, Adi ibn Musafir acquiert une importante renommée régionale, que ce soit en Irak ou en Syrie. Il est notamment réputé pour ses ascèses ainsi que ses pratiques de jeûnes et de mortifications. Plusieurs miracles lui sont également attribués par ses biographes contemporains.
Plusieurs disciples, principalement issus de la population kurde, se regroupent à Lalesh autour du Cheikh pour suivre ses enseignements et ses pratiques. Ce groupe se constitue alors en confrérie : la 'Adawiyya. Celle-ci a perduré dans le yézidisme moderne et correspond à la caste des Feqîran.
Adi ibn Musafir est mort en 1162,,,.

## Aspects légendaires
Les biographes d'Adi ibn Musafir ont parfois intégré des éléments légendaires dans la vie du Cheikh. Il lui est par exemple attribuée une ligné parentale prestigieuse en la personne du calife omeyyade Marwān Ier.

## Aspect théologique

### Réflexion et enseignement

#### Ouvrages
Adi ibn Musafir est l'auteur de quatre textes principaux : le Itiqad ahl es sunna wa l djamaa (abrégé en Itiqad), le Kitab fihi dikr adab en nafs (abrégé en Kitab), le Wasaya s seikh Adi b. Musafir ila khalifa (traduit en Admonitions au Calife) et le Wasaya li muridihi Qa'id wa li sa'ir el muridin (traduit en Conseils à Qa'id). Les deux premiers sont centrés sur la présentation de la foi musulmane et les pratiques qui en découlent. Les troisième et quatrième texte présentent en revanche moins d'importance théologique et apparaissent davantage comme des recueils de préceptes et conseils, notamment moraux. Tous ces ouvrages sont écrits en prose.
Le Itiqad, est un traîté doctrinal professant la foi musulmane selon l'orthodoxie sunnite. Le texte ne présente aucune innovation théologique et s'appuie sur des éléments issus du Coran et des Hadîths, faisant également intervenir la sunna dans ses raisonnements. Le second texte (Kitab) s'inscrit dans la continuité du premier. Il s'agit d'une présentation des conséquences pratiques de la doctrine.
Les Conseils à Qa'id sont un recueil de préceptes moraux.
Adi ibn Musafir a également écrit quatre poèmes. Roger Lescot estime que ces poèmes sont typiques des poèmes soufis. Selon lui, ils présentent un intérêt esthétique mais n'apportent pas d'éclairages théologiques particuliers sur les idées développés par le Cheikh.

#### Positions théologiques
La pensée d'Adi ibn Musafir ne semble pas s'être réellement distinguée de l'orthodoxie sunnite de l'époque. Elle ne présente pas d'évolutions doctrinales notables et il est difficile de comprendre la genèse du yézidisme sur la seule base des ouvrages. Un spécialiste comme Roger Lescot émet ainsi l'hypothèse que ce sont surtout les comportements ascétiques et l'austérité qu'il professait qui ont attiré l'attention autour du Cheikh et permis le développement d'une confrérie.
Malgré son orthodoxisme sunnite, Adi ibn Musafir rejette la pratique du dikr et montre peu de considération pour celle de la prière,,.

### Incarnation de Tawusi Melek
Dans le yézidisme, le Cheikh Adi ibn Musafir est la première incarnation humaine de Tawusi Melek, l'ange du paon, ange dominant les sept anges des croyances yézidis. Cette position centrale dans la théologie yézidi explique l'importance du culte dévolu au Cheikh Adi : de nombreux hymnes sont centrés sur sa personne, plusieurs miracles lui sont également attribués et sa tombe est le principal lieu de pèlerinage pour les yézidis.

### Tombeau
La tombe du Cheikh Adi ibn Musafir se trouve à Lalesh, ville yézidie du Kurdistan.